# 柏杜路 (渥太華)

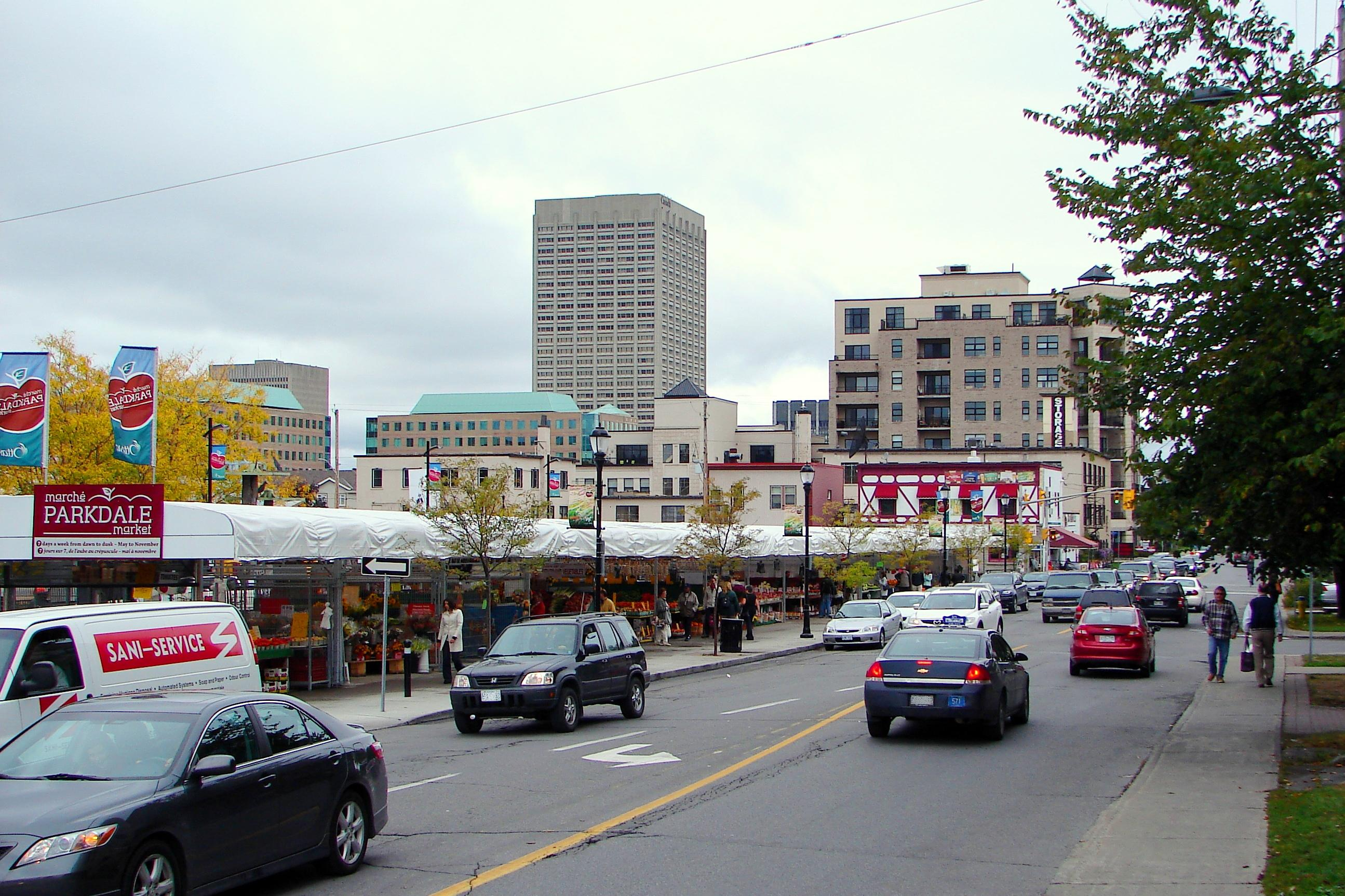
柏杜路及柏杜街市

柏杜路（英語：Parkdale Avenue）是加拿大安大略省渥太華市中心以西的一條南北向主幹路。道路可通往柏杜街市、渥太華市民醫院（卡靈路1053號）及中央實驗農場。 此外，它還與史葛街、威靈頓西街、格列士敦路及417號公路等東西向主幹路直接相連。
該道路為雙車道市區道路，在417號公路附近短暫拓寬為四車道，形成菱形交匯處。

## 未來
道路南端盡頭現位於卡靈路，未來可能會延伸至位於中央實驗農場內的渥太華市民醫院新院區。

## 腳註
1. ↑  OC Transpo: Route 6 Map 的存檔，存档日期2009-04-09.. Retrieved 13 Feb. 2009